# ボーン・アルティメイタム
『ボーン・アルティメイタム』（The Bourne Ultimatum）は、2007年のアメリカ合衆国のサスペンス・アクション映画。記憶を失った暗殺者ジェイソン・ボーン（Jason Bourne）を主人公とした『ボーン』シリーズの3作目であり、『ボーン・スプレマシー』の続編。監督は前作に引き続きポール・グリーングラス、出演はマット・デイモン、ジョアン・アレンなど。原題はロバート・ラドラムの『最後の暗殺者』の原題と同じであるが、ストーリーはまったく異なり映画オリジナルである。CIAの秘密作戦を世間に知らせようとする内部関係者を巡って、過去の記憶を取り戻そうとするボーンとCIAが争う。なお、題名のアルティメイタムとは最後通牒のこと。
北アメリカでは2007年7月25日にプレミア上映されたのち、8月3日に3660館で公開され、週末興行成績で初登場1位になった。日本では同年11月10日に日劇1ほかで公開された。全世界で4億4410万ドルを売り上げ、デイモンが主演した作品の中で当時最高の興行収入を記録した。批評家からも絶賛され、シリーズ最高傑作と評された。ナショナル・ボード・オブ・レビューでは 2007年のトップ10作品に選ばれ、第80回アカデミー賞では、編集賞、録音賞、音響効果賞を受賞した。

## あらすじ
アメリカ合衆国の秘密プロジェクトとして、CIAが主宰した人間兵器作成計画「トレッド・ストーン作戦」の第1号として世へ送り出されたジェイソン・ボーンは、ある任務をきっかけに記憶を喪失してしまい、図らずも所属元のCIAから追われる。ボーンは記憶を取り戻す旅を続けながら、CIAと戦い、現場責任者であったコンクリンを追い詰めて恫喝して去る。しかし総責任者のアボットはコンクリンを暗殺、全ての責任を彼へ被せ「トレッド・ストーン作戦」を中止した。そして新たなプランとして「ブラックブライアー作戦」を開始する。しかし、イギリスの新聞記者サイモン・ロスが闇に葬られたはずの「トレッドストーン作戦」の存在を嗅ぎつけ内容を世間に暴露しようとする。ボーンは新聞記事を見てロスへ接触したが、ロスはCIAのスナイパーに射殺されてしまう。ボーンがロスの死の直前に聞いたのは「トレッド・ストーン作戦」の発展版「ブラック・ブライヤー（黒い荊棘）作戦」が進行中という情報だった。ロスへ接触した為、存在をCIAに察知されてしまったボーンは、またしてもCIAに命を狙われながら、自分を追う者の正体と自分が誰であるかを捜し求めて、再び動き始める。

## 登場人物
ジェイソン・ボーン
演 - マット・デイモン
CIAが主宰した人間兵器作成計画「トレッド・ストーン作戦」の第1号。今でもCIAに追われている。サイモンの遺した手帳からも調査を始める。
ニッキー・パーソンズ
演 - ジュリア・スタイルズ
CIA職員。一時期ボーンと行動を共にしていた。
パメラ・ランディ
演 - ジョアン・アレン
CIAのエージェント。かつてボーンの動向を追っていた。今回もボーン追跡に加わるがボーンにはそれなりの理解がある。
ノア・ヴォーゼン
演 - デヴィッド・ストラザーン
CIA対テロ極秘調査局員。作戦の存在が外部に漏れることを恐れ、情報を特定されてしまった問題の収束に動き出す。
エズラ・クレイマー
演 - スコット・グレン
CIA長官。未だにボーンを危険視している。事件の責任を問われ、更迭される。
アルバート・ハーシュ
演 - アルバート・フィニー
博士。「トレッドストーン作戦」の関係者の一人。ボーン誕生となった張本人でもある。
サイモン・ロス
演 - パディ・コンシダイン
ガーディアン紙の記者。ニールから新たな作戦についての情報を仕入れ、このことを世間に公表しようとする。
ニール・ダニエルズ
演 - コリン・スティントン
CIAのマドリッド支局長。サイモンに情報を話す。ディシュに爆殺される。
ウィリス
演 - コーリイ・ジョンソン
ヴォーゼンの部下。
トム・クローニン
演 - トム・ギャロップ
ランディの部下。
バズ
演 - エドガー・ラミレス
ヴォーゼンの仲間。暗殺を命じられる。
マーティン・クルーツ
演 - ダニエル・ブリュール
マリーの兄。ボーンが妹の敵討ちをしたことを知り、更なる陰謀を暴くことをする意思を見届ける。
ワード・アボット
演 - ブライアン・コックス
自白の録音音声。
ディシュ
演 - ジョーイ・アンサー
暗殺者。ヴォーゼンにより送り込まれる。

## キャスト
| 役名                               | 俳優                     | 日本語吹替                                              | 日本語吹替 |
| 役名                               | 俳優                     | ソフト版                                                | フジテレビ版 |
| ---------------------------------- | ------------------------ | ------------------------------------------------------- | --- |
| ジェイソン・ボーン                 | マット・デイモン         | 平田広明                                                | 三木眞一郎 |
| ニッキー・パーソンズ               | ジュリア・スタイルズ     | 沢海陽子                                                | 百々麻子 |
| パメラ・ランディ                   | ジョアン・アレン         | 小山茉美                                                | 山像かおり |
| ノア・ヴォーゼン                   | デヴィッド・ストラザーン | 小川真司                                                | 大塚芳忠 |
| エズラ・クレイマーCIA長官          | スコット・グレン         | 伊藤和晃                                                | 小林清志 |
| アルバート・ハーシュ博士           | アルバート・フィニー     | 大塚周夫                                                | 石田太郎 |
| サイモン・ロス                     | パディ・コンシダイン     | 田中完                                                  | 横堀悦夫 |
| ニール・ダニエルズ                 | コリン・スティントン     |                                                         | 岩崎ひろし |
| ウィリス（ヴォーゼンの部下）       | コーリイ・ジョンソン     | 志村知幸                                                | 楠大典 |
| トム・クローニン（ランディの部下） | トム・ギャロップ         | 古澤徹                                                  | 相沢まさき |
| バズ                               | エドガー・ラミレス       | 伊丸岡篤                                                | 竹田雅則 |
| マーティン・クルーツ（マリーの兄） | ダニエル・ブリュール     | 前野智昭                                                | 咲野俊介 |
| ワード・アボット(自白の録音音声)   | ブライアン・コックス     | 糸博                                                    | 富田耕生 |
| 日本語版その他出演                 | N/A                      | 西前忠久 髙階俊嗣 白熊寛嗣 櫛田泰道 久嶋志帆 東條加那子 | 谷昌樹 赤城進 魚建 風間秀郎 堀川仁 加納千秋 小幡あけみ 斉藤次郎 広田みのる 丸山壮史 永木貴依子 小林美奈 藤本教子 榊原奈緒子 |
| 日本語版制作スタッフ               |                          |                                                         | |
| 演出                               |                          | 神尾千春                                                | 高橋剛 |
| 翻訳                               |                          | 平田勝茂                                                | 栗原とみ子 |
| 調整                               |                          | 菊池悟史                                                | 栗林秀年 |
| 効果                               |                          |                                                         | 渡辺基 |
| プロデューサー                     |                          |                                                         | 中島良明 小林裕幸（フジテレビ）                                                                                             |
| 制作                               |                          | ACクリエイト                                            | ニュージャパン フィルム |
| 初回放送                           |                          |                                                         | 2009年10月30日 『土曜プレミアム』 21:00-23:10                                                                               |

## スタッフ
- 監督：ポール・グリーングラス
- 製作：フランク・マーシャル、パトリック・クローリー、ポール・L・サンドバーグ
- 製作総指揮：ジェフリー・M・ワイナー、ヘンリー・モリソン、ダグ・リーマン
- 原作：ロバート・ラドラム
- 原案：トニー・ギルロイ
- 脚本：トニー・ギルロイ、スコット・Z・バーンズ、ジョージ・ノルフィ
- 撮影：オリヴァー・ウッド
- プロダクションデザイン：ピーター・ウェナム
- 衣装デザイン：シェイ・カンリフ
- 編集：クリストファー・ラウズ
- 音楽：ジョン・パウエル
- スタントコーディネーター：ジェフ・イマダ

## 評価
レビュー・アグリゲーターのRotten Tomatoesでは268件のレビューで支持率は92%、平均点は8.00/10となった。Metacriticでは38件のレビューを基に加重平均値が85/100となった。

## 主な受賞
- アカデミー賞：編集賞、録音賞、音響効果賞
- 英国アカデミー賞：編集賞、音響賞
- 全米映画俳優組合賞：スタント・アンサンブル賞
- ラスベガス映画批評家協会賞：編集賞
- ロンドン映画批評家協会賞：英国監督賞
- 英国エンパイア映画賞：作品賞
- ゴールデン・トマト・アウォーズ：アクション作品部門1位

## 続編
主演のマット・デイモンは、2007年に訪れたカンヌ国際映画祭にて「『ボーン』シリーズは3作目でラスト」とコメントしていたが、その後、続編の製作が決定した。シリーズ4作目となる『ボーン・レガシー』では、グリーングラス監督の降板に伴い主演のマット・デイモンも出演しないことが決まっている。

## 原作小説
この映画シリーズは、ロバート・ラドラムによる長編小説『暗殺者』（The Bourne Identity、1980年）、『殺戮のオデッセイ』（The Bourne Supremacy、1986年）、『最後の暗殺者』（The Bourne Ultimatum、1990年）のボーン3部作を原作としている。
なお、ロバート・ラドラムの死後、エリック・ヴァン・ラストベーダーによって、続編『ボーン・レガシー』（2004年）、『ボーン・ビトレイヤル』（2007年）、『ボーン・サンクション』（2007年）が書かれている。

## 備考
- この作品よりユニバーサル映画作品の日本での配給元が東宝東和に変更され、DVDの発売・販売権も本作以降ジェネオンエンタテインメント（現：NBCユニバーサル・エンターテイメントジャパン）に移行された。